# Bulgarische Badmintonmeisterschaft 2015
Die Bulgarische Badmintonmeisterschaft 2015 fand vom 16. bis zum 19. April 2015 in Sofia statt.

## Medaillengewinner
| Disziplin    | Gold                                | Silber                                 | Bronze                             |
| ------------ | ----------------------------------- | -------------------------------------- | ---------------------------------- |
| Herreneinzel | Ivan Rusev                          | Philip Shishov                         | Daniel Nikolov                     |
| Herreneinzel | Ivan Rusev                          | Philip Shishov                         | Vladimir Shishkov                  |
| Dameneinzel  | Linda Zechiri                       | Stefani Stoeva                         | Mariya Mitsova                     |
| Dameneinzel  | Linda Zechiri                       | Stefani Stoeva                         | Gergana Baramova                   |
| Herrendoppel | Konstantin Dobrev Dimitar Delchev   | Ivan Rusev Gergin Angelov              | Stefan Garev Boris Kessov          |
| Herrendoppel | Konstantin Dobrev Dimitar Delchev   | Ivan Rusev Gergin Angelov              | Vladimir Shishkov Philip Shishov   |
| Damendoppel  | Stefani Stoeva Gabriela Stoeva      | Dimitria Popstoikova Anastasia Spasova | Kristina Zheleva Michaela Neicheva |
| Damendoppel  | Stefani Stoeva Gabriela Stoeva      | Dimitria Popstoikova Anastasia Spasova | Zveta Asenova Mila Ivanova         |
| Mixed        | Philip Shishov Dimitria Popstoikova | Vladimir Shishkov Mariya Mitsova       | Dimitar Delchev Maria Delcheva     |
| Mixed        | Philip Shishov Dimitria Popstoikova | Vladimir Shishkov Mariya Mitsova       | Zlatko Ilchev Gabriela Stoeva      |